# Телурократія
Телурокра́тія (від лат. tellūris — суша, грец. κρατία — влада; влада суші, також сухопутня могутність) — тип цивілізації або форма сучасної держави, все економічне, політичне і культурне життя яких внаслідок географічного розташування зосереджується на діяльності, що пов'язана з сушею.
Телукратичні країни мають чітко визначені межі, територію, населення веде осілий, консервативний спосіб життя, юридичні і моральні норми є стійкими.
Яскравими представниками телурократичної, або внутрішньоконтинентальної держави, були стародавні Спарта і Рим, у нові часи — Царська Росія, а потім і СРСР.